# Beruam
Beruam is een bestuurslaag in het regentschap Langkat van de provincie Noord-Sumatra, Indonesië. Beruam telt 2365 inwoners (volkstelling 2010).